# Kscope
Статью о программном обеспечении Kscope см. Cscope.
Kscope — подразделение (сублейбл) инди-лейбла Snapper Music, созданное для работы с музыкантами жанра пост-прогрессивный рок.
Среди музыкантов, чьи альбомы лейбл выпустил на данный момент, числятся такие группы как Anathema, Anekdoten, Engineers, Lunatic Soul, No-Man, Nosound, Porcupine Tree, Richard Barbieri, Стивен Уилсон и The Pineapple Thief.